# Smilax darrisii
Smilax darrisii là một loài thực vật có hoa trong họ Smilacaceae. Loài này được H.Lév. miêu tả khoa học đầu tiên năm 1913.